# Albert Erp
Albert Erp (* vor 1416; † 1436 in Jerusalem) war ein deutscher Kaufmann und Ratsherr der Hansestadt Lübeck.

## Leben
Erp wurde 1416 nach der Rückkehr des 1408 vertriebenen Alten Rates in den Lübecker Rat erwählt. Während des Krieges gegen den Herzog Erich V. von Sachsen-Lauenburg führte er den Oberbefehl über die Lübecker Truppen, die in dem unter Lübecker Pfandschaft stehenden Mölln stationiert waren. Der Krieg endete 1420 mit dem Vertrag von Perleberg. In Testamenten Lübecker Bürger wird er häufiger als Urkundszeuge und als Vormund aufgeführt. Erp war mit einer Schwester des Bürgers Johann von der Heide verheiratet und bewohnte das Hausgrundstück Mengstraße 18 in Lübeck (später befand sich auf diesem Grundstück das Amtshaus der Schonenfahrer). Er verstarb in Jerusalem auf einer Wallfahrt.
Am 1. Mai 1440 errichtete der Lübecker Bischof Nikolaus II. Sachau die von Albert Erp letztwillig gestiftete Vikarie aus dessen Einkünften aus Seedorf im Kirchspiel Mummendorf und Johannstorf im Kirchspiel Dassow in der Lübecker St.-Jürgen-Kapelle. Albert Erps Sohn Gert übergab dem Rat im September 1441 eine Reihe an Ausstattungsstücken wie ein Missale, zwei Kaseln und ein Antependium. 1504 wurde die Vikarie, nachdem das Kapital verkommen war, von der St.-Jürgen-Bruderschaft neu dotiert.